# Iberoromanska språk
Iberoromanska kallas den undergrupp av romanska språk som uppstått på, eller utvecklats av språk som uppstått på Iberiska halvön. Ett undantag är katalanskan, som brukar räknas som ett occitanoromanskt språk. Klassificeringen baseras mestadels på historiska och geografiska skillnader mellan de romanska språken på halvön och andra romanska språk.
Iberoromanska språk inkluderar:
- Aragonska
- Asturiska
- Extremaduriska
- Galiciska
- Mirandesiska
- Portugisiska
- Ladino
- Mozarabiska (utdött)
- Extremaduriska